# Xenorhabdus nematophila
Espèce
Xenorhabdus nematophila est une bactérie appartenant à la famille des Enterobacteriaceae. C’est une bactérie en forme de bacille, à gram-négatif, anaérobie facultative, mobile grâce à des flagelles péritriches et qui est non sporulante. Cette entérobactérie vit en symbiose avec un nématode entomopathogène (permet de qualifier des bactéries ou substances qui luttent contre des insectes). On retrouve la production d’un grand nombre de toxines insecticides. X. nematophila s’attaque ainsi au système immunitaire des insectes (immunodépression) et est pathogène pour ces derniers.

## Habitat
X. nematophila est hébergée par des vésicules spécialisées du tube digestif de Steinernema carpocapsae, un nématode du sol appartenant à la famille Steinernematideae, avec lequel elle vit en symbiose, c’est-à-dire que le nématode assure ainsi l’apport de nutriments permettant à la bactérie de se développer mais également une protection contre les prédateurs et une dispersion de l’espèce car seule elle est incapable d’atteindre ses sites de multiplication. En contrepartie, la bactérie a des fonctions qui sont utiles au nématode.

## Historique
X. nematophila a été décrite pour la première fois en 1965 par Gerard Thomas et George Poinar de l'Université de Californie à Berkeley. Elle a été affiliée en 1979 à la famille Enterobacteriaceae. En 2004, un projet de séquençage génomique collaboratif mené par Barry Goldman de la Société Monsanto à St. Louis a vu le jour grâce au financement du Ministère de l'Agriculture américain (USDA).
X. nematophila est souvent associée, en termes de recherche, à Photorhabdus luminescens, autre entérobactérie elle-même associée, en tant que symbiote, à un nématode du genre Heterorhabditis.

## Cycle de vie des complexes nématodes - bactéries
Le nématode entomopathogène S. carpocapsae héberge donc au niveau de vésicules spécialisées de l’intestin la bactérie X. nematophila. Le nématode envahit l'insecte par ses ouvertures naturelles. Puis il traverse ensuite la paroi intestinale pour envahir la cavité du corps, où Xenorhabdus nematophila est libérée dans l’hémolymphe de l’insecte hôte. Lorsque cette dernière entre en contact avec l'hémolymphe, les bactéries migrent alors vers l'anus en parcourant le tube digestif puis sont libérées dans l'insecte. Afin de permettre l’invasion de la cible, la bactérie désactive le système de défense de l'hôte et produit de puissantes toxines qui peuvent alors le tuer. La bactérie commence par éliminer les macrophages qui sont la principale source de défense. Il n’y a donc plus de réponse immunitaire, le développement peut avoir lieu sans qu’aucune inflammation ne soit provoquée. On a donc une immunodépression de l’hôte. Cette bactérie semble se lier à une structure intra vésiculaire. Ceci permet d’apporter des acides aminés et les cofacteurs nécessaires à la croissance bactérienne. De plus, l’hémolyse de l’insecte permet de fournir une ressource supplémentaire en éléments nutritifs. On ne connait pas exactement le processus de libération de la vésicule.

## Génome
L’étude du génome de Xenorhabdus nematophila ATCC 19061 a révélé un génome circulaire composé de 4 432 590 paires de base. Chez cette bactérie, on observe aussi un élément extra chromosomique de 155 327 paires de base.

## Toxicogenèse
X nematophila présente des propriétés entomotoxiques. En effet, la bactérie produit et émet une toxine, dite binaire car dépendante de deux protéines exprimées par deux gènes, qui joue un rôle essentiel dans le mécanisme parasitaire. Cette dernière provoque la mort de l'insecte par septicémie en 24 à 48 heures.
En plus des toxines visant les insectes, Xenorhabdus nematophila produit des toxines visant à empêcher la colonisation par d’autres genres bactériens. Parmi ces produits, on retrouve la production d’antibiotiques. Comme par exemple les xenocoumacins Xenorhabdus-spécifiques. C’est la classe principale des antibiotiques produits par Xenorhabdus nematophila.

## Applications
Le complexe X. nematophila - Steinernema carpocapsae présente un intérêt tout particulier en agronomie et en industrie dans le cadre notamment de la lutte biologique. En effet, le pouvoir entomopathogène de cette entérobactérie pourrait être utilisé comme biopesticide.